# Vorname Carmen
Vorname Carmen (Prénom Carmen) ist ein französischer Spielfilm von Jean-Luc Godard aus dem Jahr 1983. Darin ist die Niederländerin Maruschka Detmers in ihrer ersten Kinorolle zu sehen. Godards Film unterscheidet sich deutlich von den anderen beiden Carmen-Filmen der gleichen Saison, Carmen von Carlos Saura und  Carmen von Francesco Rosi. An die Handlung des bekannten Carmen-Stoffs lehnt sich der Film nur lose an. Die Carmen-Musik von Georges Bizet ist im Film lediglich ein paar Sekunden lang zu hören; Godard hat den Film um Streichquartette von Beethoven konstruiert.

## Handlung
Im Frankreich der Gegenwart. Die junge Carmen besucht ihren Onkel Jeannot, der einst ein großer Filmregisseur gewesen ist, in der psychiatrischen Klinik. Sie bittet ihn, dass sie und das Filmteam, mit dem sie angeblich einen experimentellen Film drehen will, sein Haus am Meer benutzen dürfen. Dabei entzieht sie sich seinen Versuchen, sie zu begrapschen. Der ältere Herr übergibt ihr die Schlüssel. Tatsächlich handelt es sich bei ihrer Truppe um eine Bande, die eine Bank überfallen will.
Als die Bande den Überfall durchzieht, liefert der Polizist Joseph, der vor dem Institut aufgekreuzt ist, ihnen ein Gefecht. Mehrere Personen sterben im Kugelhagel. Im Nahkampf fallen Carmen und Joseph übereinander her und verlieben sich. An den Händen aneinander gefesselt, flüchten sie gemeinsam in das Haus am Meer. Dort machen sie Liebe. Parallel zur Geschichte um Carmen gibt es Einblendungen in die Proben eines Streichquartetts. Dessen Violoncellistin Claire ist eine ehemalige Geliebte Josephs. Für den nächsten Coup mietet sich die Bande in der Suite eines Pariser Luxushotels ein, getarnt als Filmleute. Gegenüber Onkel Jeannot gaukeln sie vor, er wäre der Regisseur des Films, doch der Onkel nimmt das Projekt sehr skeptisch zur Kenntnis. Joseph möchte Carmen für sich haben und kommt nicht damit zurecht, dass sie jederzeit selbst darüber bestimmt, ob sie miteinander schlafen. Die Bande beabsichtigt, die Tochter eines Industriellen zu entführen. Während der Durchführung entsteht ein Durcheinander. Der rasende Joseph tötet Carmen.

## Kritiken
Der Fischer Film Almanach 1985 interpretierte die „in den letzten Jahren“ entstandenen Filme von Godard als Rückkehr zum Kino. Er nutze seine Onkelfigur zu „lockeren, sehr persönlichen Auftritten mit bissigen Statements über Politik, Film und Zeitgeschehen.“
Auch Zoom sah Godard zurück in den Kinos. Fern von Mainstream und Mode, aber doch näher daran als in seinen Filmen der 1970er Jahre, zeige sich „so intensiv wie lange nicht mehr, das Ergebnis aus (Godards) jahrzehntelanger Beschäftigung mit Bild und Ton in ihrer Verbindung und in ihrer Eigenständigkeit.“ Die Massenmedien, insbesondere das Fernsehen, „haben uns die Welt nicht nähergebracht, sondern weiter weggerückt oder gar ersetzt.“ Godard führe zur Wirklichkeit zurück. Vorname Carmen „ist Tonfilm, Hörfilm. Wie vielleicht selten zuvor ist der Ton, sind Musik, Geräusch und Stille zentrales Gestaltungsprinzip eines Films.“ Die Bilder seien dennoch „so faszinierend wie der Ton.“ Weiteres Kennzeichen sei „das Aufbrechen des Ernstes in grotesken, burlesken Elementen und das Überdehnen des Komischen wieder ins Tragische.“
Für den film-dienst war der Film „schwermütig und Komödie zugleich“, mit einer „Poesie der Bildsprache, die den Film zu Lyrik und Musik werden läßt.“ Vorname Carmen gehe über die Beschränktheit herkömmlicher Unterhaltungsfilme hinaus. „Gegensätzliches ist in einer außerordentlich kunstvollen Komposition, die eine Vielzahl von Deutungsansätzen herausfordert, gebändigt.“